# ويليام توماس فريدريك ديفيز
ويليام توماس فريدريك ديفيز (بالإنجليزية: William Thomas Frederick Davies)‏ هو طبيب عسكري وجراح جنوب أفريقي، ولد في 13 أغسطس 1860، وتوفي في 24 يونيو 1947.